# 日本国憲法第8条
日本国憲法 第8条（にほんこく（にっぽんこく）けんぽう だい8じょう）は、日本国憲法の第1章「天皇」にある条文の一つ。皇室の財産授受について規定する。

## 条文
日本国憲法 - e-Gov法令検索

第八条皇室に財産を譲り渡し、又は皇室が、財産を譲り受け、若しくは賜与することは、国会の議決に基かなければならない。

## 解説
皇室の財産授受について制限を設けるものである。本規定は、特に例外規定を設けていない。
皇室経済法第2条において、その度ごとに国会の議決を経なくても財産を授受できる場合について規定している。具体的には、
- 相当の対価による売買等の通常の私的経済行為
- 外国交際のための儀礼上の贈答
- 公共のためになす遺贈・遺産の賜与
- その他年度ごとに一定限度額内

が挙げられ、皇室への財産集中や、皇室と特定の個人・団体の不適切な結びつきの懸念がない範囲に制限されている。
関連として、日本国憲法第88条は、財政の見地から皇室財産および皇室費用の支出についての規定を設けている。

## 沿革

### 大日本帝国憲法
なし

### GHQ草案
「GHQ草案」、国立国会図書館「日本国憲法の誕生」。

#### 日本語
第七条国会ノ許諾ナクシテハ皇位ニ金銭又ハ其ノ他ノ財産ヲ授与スルコトヲ得ス又皇位ハ何等ノ支出ヲ為スコトヲ得ス

#### 英語
Article VII.No grants of money or other property shall be made to the Imperial Throne, and no expenditures shall be made by the Imperial Throne, unless authorized by the Diet.

### 憲法改正草案要綱
「憲法改正草案要綱」、国立国会図書館「日本国憲法の誕生」。

第八皇室ノ為ス金銭其ノ他ノ財産ノ授受ハ国会ノ議決ナクシテ之ヲ為スコトヲ得ザルコト

### 憲法改正草案
「憲法改正草案」、国立国会図書館「日本国憲法の誕生」。

第八条皇室に財産を譲り渡し、又は皇室が、財産を譲り受け、若しくは賜与することは、国会の議決に基かなければならない。

## 関連条文
- 皇室経済法
- 日本国憲法第88条